# Demócratas Autonomistas
Demócratas Autonomistas (Democratici Autonomisti) fue una candidatura electoral italiana de ideología socialdemócrata y liberal de cara a las elecciones regionales de Sicilia de 2008
Sus miembros principales eran Maurizio Ballistreri, un exdiputado regional de Socialistas Democráticos Italianos, posteriormente miembro del Movimiento por la Autonomía, y Salvatore Grillo, secretario adjunto del Partido Liberal Italiano. La lista obtuvo el 3,8% de los votos, con lo cual al no superar el umbral del 5% electoral no obtuvo representación.
En mayo de 2009, el partido se unió a la Unión del Centro (UdC).
- Datos: Q1771225